# عبد الله الرفاعي
عبد الله مبارك الرفاعي (مواليد 4 نوفمبر 1937 في الكويت - وفيات 27 ديسمبر 2005) طبيب كويتي. أصبح الرفاعي رئيس جامعة الخليج للعلوم والتكنولوجيا في 1 ديسمبر 2003 وهو ثاني رئيس لأول جامعة خاصة في الكويت.

## حياته
قبل جامعة الخليج للعلوم والتكنولوجيا كان الرفاعي رئيس جامعة الخليج العربي في البحرين حيث ترك بصمته كمؤسس. خلال مسيرته الناجحة جدا تولى رئاسة جامعة الخليج العربي لمدة ثماني سنوات وشهد في عهده زيادة قياسية في جمع الأموال، والانتساب ونمو الهبات.
علاوة على ذلك عين سابقا أمين عام نائب رئيس جامعة الكويت لمدة 8 سنوات وخلال هذه المدة خدم في التخطيط الاستراتيجي والتطوير الإداري. كجزء من قيادة الرفاعي في مجال الطب في الكويت فقد شارك في تأسيس معهد الكويت للاختصاصات الطبية وكان أحد مؤسسي كلية الطب في الكويت. أيضا خدم كمستشار لوزير الصحة وكان الدور الرئيسي له في التخطيط الاستراتيجي للوزارة.
نشر الرفاعي مقالات وأبحاث في مجموعة متنوعة من المطبوعات المهنية بما في ذلك: تحليل البيانات الصحية الكويت ومجلة الجمعية الطبية الكويتية وديموغرافيا الكويت وتحليل البيانات الاقتصادية ومجلة الجمعية الطبية الكويتية والقشط الأفضل في الغرب ومجلة الشرق الأوسط.
ونشر أيضا: التخطيط الاستراتيجي للخدمات الصحية الكويت في عام 1978 والصدارة للعلوم والتكنولوجيا على الصحة.
وكان الرفاعي تخرج من كلية الطب في عام 1962 وحصل على دبلوم الطب الاستوائي والنظافة في عام 1967 من جامعة ليفربول. بالإضافة إلى ذلك كان زميل الكلية الملكية للأطباء - إيرلندا وزميل الكلية الملكية للأطباء والجراحين - جلاسجو.

## عضويات
قدم الرفاعي أيضا العديد من العروض والخطب إلى المنظمات إضافة إلى أنه له عضويات مهنية على النحو التالي:
- عضو في الجمعية الطبية الكويتية.
- عضو لجنة البرنامج العلمي للمؤتمر الدولي - جنيف.
- عضو في اللجنة التنفيذية لجمعية الشرق الأوسط للتعليم.
- مستشار جامعة الإمارات العربية المتحدة على تخطيط وتطوير الحرم الجامعي الجديد.

كان الرفاعي متزوج وأب لثلاثة أبناء (ظافر وفواز ومبارك).